# Stepha Schweiger
Stepha Schweiger ist eine deutsche Komponistin, Musikerin und Sängerin. Sie wurde in Regensburg geboren und lebt in Berlin. Ihr Stil ist der experimentellen und elektronischen Musik zuzuordnen sowie dem Post-Punk. Zudem arbeitet sie mit Elementen des Musiktheaters. In ihren Kompositionen kreiert sie eine verzerrte Realität.

## Leben und Werk
Schweiger erlernte ab dem sechsten Lebensjahr das Klavierspiel, sang im Kinderchor und besuchte die Tanzschule. In den 1980er-Jahren begann sie sich für Punk und New Wave zu interessieren und war Gründungsmitglied der Band „Baby You Know“ sowie deren Vorläuferbands (z. B. „The Sex Trash“).
1991 lebte sie in New York und komponierte dort ihr Klavierwerk „Sp19ri9ng one“. Sie studierte Musikwissenschaft, Philosophie und Linguistik in Regensburg, später Komposition an der Hochschule der Künste Berlin bei Walter Zimmermann und als Meisterschülerin bei Gösta Neuwirth. Parallel nahm sie Kompositions-Studien bei Horatiu Radulescu auf. Sie studierte Klavier bei Cristian Petrescu und Larry Porter. Von 2000 bis 2003 wurde sie für die Jahreskurse am IRCAM Paris und am Institute-of-Sonology-Konservatorium Den Haag ausgewählt.
Seit 2015 tritt sie auch als Gründungsmitglied der Krautrock-Band „Girl on Catfish“ mit Manfred Schimchen, Robert „Pepe“ Pöschl und Mäx Huber auf. Ihr Werk „ver.blich“, das sie 2001 am IRCAM Paris erstellt hat, wurde 2018 beim musikprotokoll im Steirischen Herbst Graz in neuer Fassung für den IKO-Lautsprecher des Instituts für Elektronische Musik Graz uraufgeführt. 2018 remixte unter anderem Kurt Dahlke, auch bekannt als Pyrolator, einen Song ihres aktuellen Albums „Now I’m a Plant“.
Schweiger nimmt außerdem am politisch-gesellschaftlichen Diskurs teil. Ihre avantgardistische Oper „The Mark on the Wall“ nach der gleichnamigen Kurzgeschichte von Virginia Woolf, komponiert für die Sängerin Anna Clementi, wurde 2017 uraufgeführt. Der Auftakt ihrer selbst gesungenen Erstvertonungen der Gedichte von Katherine Mansfield erschien 2018 und wurde produziert von Hanno Leichtmann. Das zweite Album in der Folge von Katherine Mansfield-Vertonungen, „When I was a Bird“, wurde von Pyrolator produziert und kam 2020 auf L’ST records heraus. Es folgte die digitale Maxi-Single ‚Floryan nachdenklich (Jlin Remix)‘ im Jahr 2021, inklusive einem Video von PFA-Studios (ehem. Pfadfinderei) und einer Maxi-Version von „When I was a Bird“. Mit ihrer experimentellen psychedelischen Indie-Band „The Moon Is No Door“ produzierte Stepha Schweiger 2022 ihr drittes Katherine-Mansfield-Album „Tiny Moment“, das von Dirk Dresselhaus im ZONE Studio Berlin gemischt wurde. 

## Kompositionen (Auswahl)
- 1au9tu9mn3, Experimentelles Musiktheater für vier variable Instrumente und Tanz (1) – Künstlerhaus Bethanien und Kulturbrauerei Berlin mit Matthias Bauer, 1993
- 28 für das ConGiocco-Ensemble, Experimentelles Musiktheater für Flöte, Klarinette, Horn, Posaune, Violoncello, Kontrabass – Tage der Frauenmusik Weimar, 1994
- Floréal für Große Flöte – Randspiele Zepernick 2012 durch Erik Drescher, 1994
- Sommerregen für gemischten Chor a-cappella (Text: Thomas Bernhard) – Staatsoper Berlin, Berliner Atonale 2018,[14] 1997
- Skira für Flöte, Violoncello, Akkordeon – Klaus Schöpp, Gerhard Scherer, Claudius von Wrochem 1997, CD 2012
- Spirkel, Theatermusik für Oboe, Horn nach Goethe – Sophiensæle Berlin, 1998
- exilata für das Ensemble Accroche Note Sopran, Klarinette – Festival Lucero Paris, 1998
- Fresko – Crocifissione, rhythmische Umsetzung des Triptychons von Perugino in der Chiesa Sancta Maria Magdalena dei Pazzi mit großem Orchester, 1999
- Postkarte – Erzengel-Michael-Teppich – inspiriert durch eine Postkarte von Peter Ablinger, rhythmische Umsetzung des Wand-Teppichs aus dem Mittelalter im Domschatz zu Halberstadt für großes Ensemble, 2000
- ver-blich für Kontrabass, elektronische Klangbearbeitung in Echtzeit, Zuspielband (digital) – Festival Agora, IRCAM Paris, Didier Meu, 2002
- sum1999mer’ für Hilary Jeffery, Textanweisungen zum Bauen einer Partitur für amplifizierte Posaune, 2004
- Schneefeld für Konzertgitarre, nach Möglichkeit elektrisch verstärkt, Johannes Öllinger, Berlin, 2005[15]
- hiddensee 2 für Roman Trekel und Isa von Wedemeyer, Text: Ulrike Draesner, Bariton und Violoncello, 2013
- Durcharbeiten – Dieter Schnebel zum 85. Geburtstag – für Anna Clementi und Ariane Jeßulat, Akademie der Künste, 2015
- The Mark on the Wall, Musiktheater nach der gleichnamigen Kurzgeschichte von Virginia Woolf von 1917, European Music Project, Leitung: Jürgen Grözinger, gefördert durch den LAFT und das Ministerium für Bildung und Kultur Baden-Württemberg, 2017
- Koi Song für Anna Clementi, Performance mit Fragmenten des Women’s March von Ethel Smyth, Brasilien, 2017
- ver.blich für Kontrabass und Elektronik, 2018 überarbeitet für den IKO-Lautsprecher – musikprotokoll im Steirischen Herbst Graz, 2018
- Take a Seat für Natalia Pschenitschnikowa, Stimme/Performance und Elektronik – Acker Stadt Palast Berlin, 2019[16]
- Rook Song für das Ensemble Via Nova, mit Elektronik und Video - Pyramidale Berlin, 2019
- Tree Torn Mind für Kontrabassklarinette, E-Gitarre, Violoncello, Live-Elektronik, fixierte Elektronik, Video, beauftragt durch das Heroines of Sound Festival Berlin, uraufgeführt durch das Kammerensemble Neue Musik Berlin im Radialsystem V, 2023

## Veröffentlichungen (Auswahl)
- „To Live is to Fly“, Baby You Know, 1990, als Komponist, Subup Records München[2]
- „Sp19ri9ng one for Piano“, Stepha Schweiger, MC 1992, CD 2012
- „Through the Screen“, CD, Stepha, 2006[17]
- „Stepha Schweiger komponiert visionmusique“, CD 2012
- „The Mark on the Wall“, Trailer von Aniara Amos, Film: Caro Brandl[18]
- „Dissolve Into“, CD, Vinyl, Single (Rubies), 2015/16
- Videos „Rubies“, „Dissolve into“, „Going Nowhere“ von Vincent Stefan[19][20][21]
- „When I was a Bird“, CD, Farb-Vinyl limitiert, 2020, L’ST records Berlin[22][23][24]
- Video zu ‚When I was a Bird’ von Vincent Stefan, 2020[25]
- Video zu ‘Sea Crazy Song’ von Pyrolator, 2020[26]
- ‚Floryan nachdenklich (Jlin Remix)‘, maxi-single, 2021[27]
- Video zu ‚Floryan nachdenklich (Jlin Remix)‘ von Pfadfinderei, 2021[28]
- „Tiny Moment“ CD, Vinyl, L’ST records, 2022[29]
- Video zu „Revelation“, The Moon Is No Door, von PFA-Studios, 2022[30]
- Video zu „Tiny Moment“, The Moon Is No Door, von PFA-Studios, 2022[31]